# Wolfsberg (Caríntia)
Wolfsberg (Volšperké em eslovaco) é um município da Áustria localizado no distrito de Wolfsberg, no estado de Caríntia.

## História
A região de Wolfsberg já era habitada na Idade do Bronze e também povoada no Império Romano. 
Na Idade Média pertenceu à Arquidiocese de Bamberg 
No século XVI foi um centro importante da Reforma Protestante e abrigou uma das primeiras maquinas de impressão de livros da Áustria. 
No século XX, durante a II Guerra Mundial, foi um camponde prisioneiros. Após a derrota do Eixo, tornou-se prisão de nazistas . Adolf Hitler foi cidadão honorário da cidade. Hitler recebeu a distinção de cidadão honorário em junho de 1932, sete meses antes de ser nomeado chanceler da Alemanha e seis anos antes de o Reich alemão anexar a Áustria. A distinção foi retirada em 20 de dezembro de 2019.